# Fort Desaix

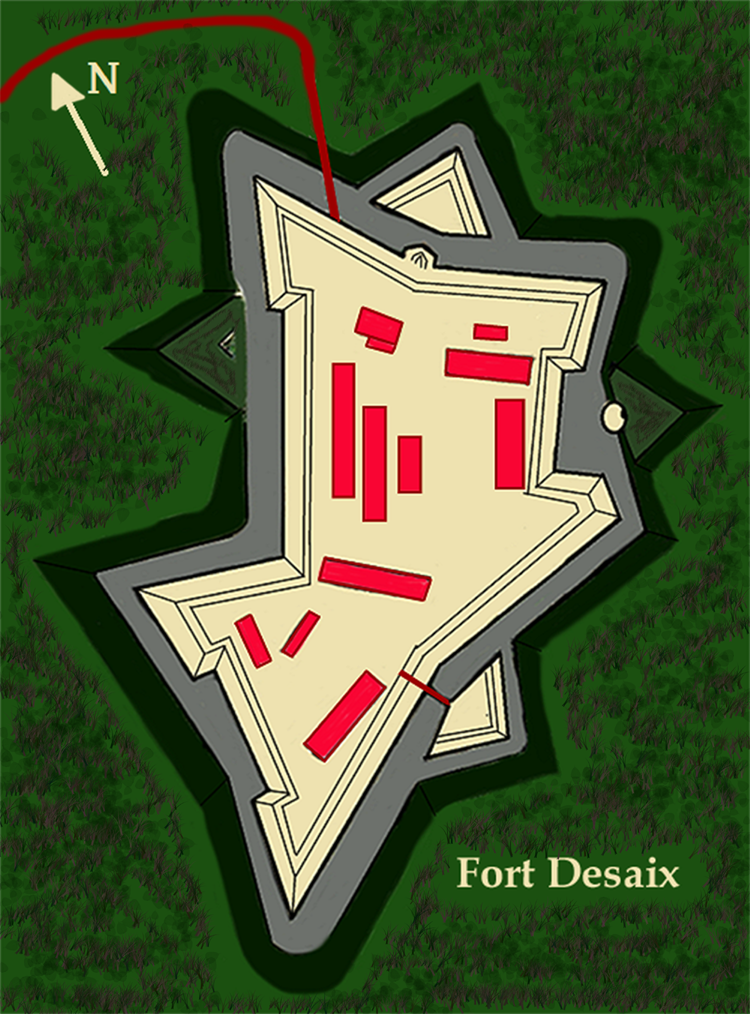
Plan von Fort Borbon (ab 1803 Fort Desaix)

Das Fort Desaix (ursprünglich „Fort Bourbon“, dann „Fort la Convention“) ist ein Festungswerk über der Stadt Fort-de-France auf Martinique. Der Typ entspricht der Vauban’schen Manier. Das Fort wurde zwischen 1764 und 1772 auf dem Morne Garnier errichtet.
Benannt ist es nach dem Général de division Louis Charles Antoine Desaix. Das Fort ist militärisches Sperrgebiet und beherbergt das „Quartier général des forces armées françaises dans les Antilles“ (Französisches Oberkommando auf den Antillen) und das „Détachement Terre Antilles“ (Teile des 33e régiment d’infanterie de marine), bestehend aus fünf Kompanien – dem Stab, der Stabs- und Versorgungskompanie, zwei Kampfkompanien, die turnusmäßig ausgetauscht werden, und zwei Reservekompanien. Weiterhin befindet sich hier das „Centre d’aguerrissement outre-mer et de l’étranger“ – CAOME (Ausbildungszentrum für Dschungel- und Mangrovensumpfkampf).

## Geschichte
Angesichts des britischen Angriffs auf die Insel Martinique im Jahre 1762 entschied König Ludwig XV., die Verteidigungsanlagen der Insel zu verstärken. Dazu sollte auf dem Morne Garnier eine Befestigung zum Schutz des „Fort Louis“ (heute: Fort Saint-Louis) angelegt werden.
Zur Ausführung der Arbeiten, die 1764 begannen, wurden 6.000.000 Livres bereitgestellt. Die Leitung der Bauarbeiten wurden dem Lieutenant-colonel Henri de Rochemore übertragen. Der Baustil entsprach den bereits ein Jahrhundert vorher verbreiteten Lehren von Vauban. Rochemore übergab die technische Leitung an den Ingenieur Charles-Augustin Coulomb, der mehrfache Erfahrungen und Neuerungen bei der Gründung und Abstützung der Mauerwerke zur Anwendung brachte. Er stützte sich dabei auch auf Ideen von Pieter van Musschenbroek. Am 18. Mai 1768 verstarb Henri de Rochemore und wurde von einem Monsieur Le Bœuf ersetzt, der die Arbeiten nach den Plänen seines Vorgängers zunächst fortführen ließ. In einem Memorandum vom 1. Juni 1769 an den König regte er an, Verstärkungen anzulegen, so den Bau einer Lünette mit einer Breite von 500 Metern an der Nordostfront (heute Lunette-Bouillé genannt), die Einrichtung von unterirdischen Munitionsräumen, die Erdwälle durch Mauern zu verstärken und einen Graben anzulegen, um das Fort in zwei Verteidigungsabschnitte zu gliedern. Im Falle eines Eindringens des Feindes im nordöstlichen Teil wäre es der Garnison dadurch möglich, sich in den südwestlichen Teil zurückzuziehen und Zeit für einen Entsatz zu gewinnen.
Daraufhin erhielt Le Bœuf weitere 1.300.000 Livres zur Fortsetzung der Arbeiten zugewiesen. Diese wurden von den hier stationierten Infanterieregimentern durchgeführt, wobei es durch Krankheiten zu großen Menschenverlusten kam. Die Arbeiten waren 1772 beendet, und das Festungswerk wurde zu Ehren des Königs auf den Namen „Fort Bourbon“ getauft.
Während des Amerikanischen Unabhängigkeitskrieges war Fort-Royal (heute: Fort-de-France) Versorgungsstützpunkt für die Aufständischen, wegen der starken Befestigungen wagten die Briten jedoch nicht, den Hafen anzugreifen.
Im Zuge der Französischen Revolution wurde die Festung 1793 in „Fort la Convention“ umbenannt.
Der Général Donatien-Marie-Joseph de Rochambeau verstärkte die Garnison durch 900 Mann des Régiment de la Martinique, die dem britischen Angriff im Jahre 1794 hinhaltend Widerstand leisten konnten. Nachdem sie dann hatten kapitulieren müssen, wurde die Insel von den Briten besetzt und das Festungswerk in „Fort George“ umbenannt.
Nach dem Friedensschluss von Amiens am 25. März 1802 wurde die Insel an Frankreich zurückgegeben, und das Fort erhielt auf Anordnung von Napoleon Bonaparte den Namen „Fort Desaix“ zu Ehren des 1800 in der Schlacht bei Marengo gefallenen Général Louis Charles Antoine Desaix.
Am 23. Februar 1809 kapitulierte das Fort mit einer Besatzung von 2.000 Mann unter dem Kommando von Jean-Marie de Villaret-Joyeuse nach dreiwöchigem Widerstand erneut, als es von den Briten mit einer 18.000 Mann starken Streitmacht angegriffen wurde; de Villaret-Joyeuse wurde dafür am 21. August 1810 entlassen.
Auch in diesem Falle wurde das Fort nicht erobert, sondern musste nach einer Belagerung aufgeben. Im Jahr 1814 wurde es an Frankreich zurückgegeben. Vorher hatten die Briten umfangreiche Zerstörungen an den Wällen durchgeführt. Diese Schäden waren bis 1848 behoben. Im Zuge dieser Arbeiten wurde an der Nordostfront eine Doppelkaponniere angelegt. Am Ende des 19. Jahrhunderts entsprach das Festungswerk nicht mehr den Anforderungen der damaligen Zeit. In den Jahren 1880 und 1905 wurden einige Modernisierungsmaßnahmen an den Stellungen der 16 installierten Küstengeschütze durchgeführt.
Während des Zweiten Weltkriegs stand die Insel unter dem Kommando von Admiral Georges Robert, dem Hochkommissar der Vichy-Regierung. Es wurden hier 286 Tonnen Gold aus der Bank von Frankreich eingelagert, die von dem Leichten Kreuzer Émile Bertin transportiert worden waren und die eigentlich nach Kanada verbracht werden sollten.

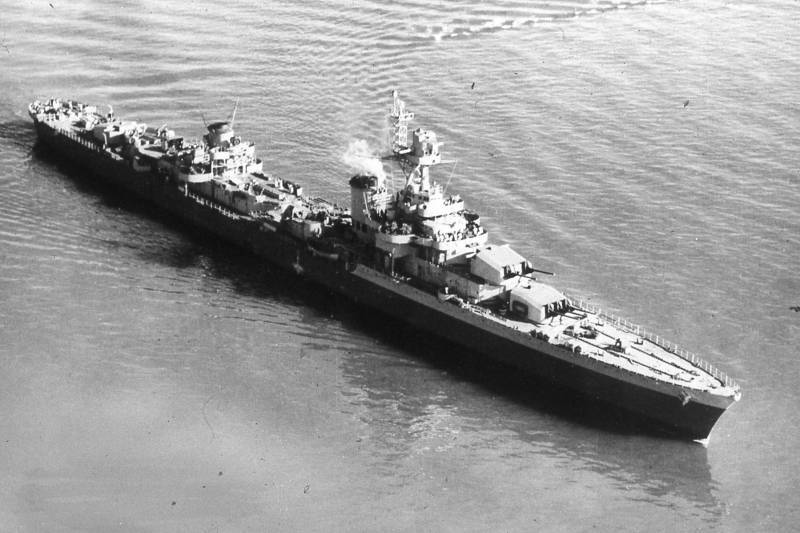
Der Kreuzer Émile Bertin

Im Jahre 1961 wurde in dem Fort eine Kaserne für das „33e régiment d’infanterie de marine“ eingerichtet. Gleichzeitig zogen der Generalstab und dann der „Amiral Commandant les Forces Armées aux Antilles“ (COMSUP) hier ein.
Nachdem das Fort im Jahre 2009 in die Liste der Historischen Bauwerke aufgenommen worden war, fanden im Rahmen der Umstrukturierung der Streitkräfte umfangreiche Umbauarbeiten statt, weshalb die Anlage 2011 wieder aus der Denkmalliste gestrichen wurde.

### Besonderheiten
Im Jahre 1790 hatte das königstreue „Régiment de la Martinique“ gemeutert und das Fort Bourbon besetzt. Als dem „Régiment de la Guadeloupe“ befohlen wurde, gegen die Aufständischen vorzugehen, verweigerte dieses ebenfalls den Gehorsam und schloss sich den Meuterern an.
Daraufhin wurden die 2. Bataillone des 31e régiment d’infanterie, des 34e régiment d’infanterie, des 58e régiment d’infanterie und des 25e régiment d’infanterie in Frankreich auf Schiffe verladen und zur Niederschlagung der Rebellion in Martinique an Land gesetzt.

### Postalische Anschrift
6–14 Route du General Brosset

97234 Fort-de-France – France